# 유라 (1993년)
유라(본명: 김유라, 1993년 2월 17일 ~)은 대한민국의 가수이다.

## 생애
- 사운드클라우드, 인스타그램 등을 통해 많은 이들에게 본인의 음악을 알렸다. 그녀만의 유니크한 보이스와 분위기를 알아본 프로듀서 그룹 015B에게 피처링 제의를 받았고 2018년 6월 015B New Edition ‘나의 머리는 녹색’을 공동 작사, 작곡하며 싱어송라이터로서의 첫 발을 내딛게 되었다. 알앤비 장르의 이해도와 이를 소화하는 능력이 매우 뛰어나며, 모든 곡의 완성도가 높아 매번 호평 받는 가수로, 앞으로의 행보가 기대된다. 독특한 음색과 지적인 가사로 현재 매우 주목받는 가수이다. 여타 젊은 가수들의 감각적인 가사에 비해 시적이고 문학성 높은 가사를 주로 써, 평소 생각을 깊이 한다는 것을 엿볼 수 있다.

## 음반 목록

### 정규 음반
- 꽤 많은 수의 촉수 돌기 (2023)

### EP
- B side (2019)
- GAUSSIAN (2021)
- 이런 분위기는 기회다 (2022)
- A side (2025)

### 싱글
- my (2018)
- dot (2020)
- Virus Mix (2020)
- 하양 (2020)
- Pace Maker (2021)
- Rawww (2021)
- 어떤 우울이 우리를 흔들겠어요 (2022)
- Jungle Bike (2022)
- Worm In The Apple (2024)
- 101 (2024)

## 음반 외 활동 목록

### 방송
- 더 팬 (2018) - Top8(8위)

### 공연
- TUNE UP STAGE 튠업21기 선정 기념 공연 02 제이클레프 X 유라
- KB Pay X 인천펜타포트락페스티벌 2022
- 시티 포레스티벌 2022 X 엘르 스테이지
- 메타버스 뮤직 페스티벌
- THIS IS ONSTAGE2.0 Youth Green
- XZ 페스티벌